# Egynyári szélfű
Az egynyári szélfű vagy szélfű (Mercurialis annua) a Malpighiales rendbe, azon belül a kutyatejfélék családjába tartozó növényfaj. A “Mercurialis” tudományos nemzetségnevet a mitológiai Hermész, azaz Mercurius után kapta, aki állítólag a növény gyógyhatásainak felfedezője. A magyar szélfű név a növény szélhajtó, hashajtó tulajdonságával lehet kapcsolatos. Az “annua” fajnév szó szerint egyévest, egynyárit jelent, szemben a rokon faj, az erdei szélfű évelőségével.

## Elterjedése, élőhelye
Kertekben, erdők szélén, parlagokon élő egyéves, kopasz, kétlaki növény, de a szántóföldek, különösen a kapás kultúrák gyakori gyomnövénye is.

## Megjelenése, jellemzői
Szára 20-30 centiméter magasra is megnőhet. Magról kel, gyorsan fejlődik, a négyélű szár többször is elágazik, a levelek átellenesek, világos zöldek, csipkés-fűrészes élűek. A szélfüvek alapesetben váltivarúak, kétlakiak, azaz külön nő és hím egyedek léteznek. Ez és a gyors fejlődésük tette lehetővé, hogy Camerarius (Rudolph Jakob Camerer) német botanikus az 1600-as évek végén Mercurialis növényeken kísérletezve bizonyítsa a növények szexualitását. A hím egyedek virágzatai a levélhónaljakból erednek, a hosszú füzérekben többnyire csak a sárga porzók látszódnak. A nő egyedek kissé terebélyesebbek, az elágazásokban általában csoportosan ülnek a kocsánytalan nővirágok. A termős virág kétrekeszű zárt gömb, csak a bibék nyúlnak ki belőle. A termés ugyanilyen, a tok felszínén duzzadt kiemelkedéseken ülnek a szőrök.

## Hatóanyagai
Drogja (Mercurialis herba) szaponint, illóolajat, glikozidát, keserű anyagot, metilamint, trimetilamint, valamint kolinszerű anyagot tartalmaz.

## Gyógyhatásai
Az állatgyógyászatban használják hashajtó és vizelethajtó hatásai miatt.

## Gyűjtése
A föld feletti részt gyűjtik virágzáskor.